# العلاقات الإسبانية المغربية
العلاقات المغربية الإسبانية هي علاقات ديبلوماسية ودية تتخللها حزازات وفتور بشكل متقطع من حين لآخر بسبب احتلال السلطات الإسبانية لمدينتي (سبتة ومليلية) والجزر الجعفرية التي يطالب بهما المغرب.

## التسلسل الزمني
- في يوليو 2002، وخلال بدايات تولي العاهل المغربي محمد السادس حكم المغرب، اعتقلت القوات الإسبانية جنودا مغاربة حطوا الرحال في جزيرة تورة غير المأهولة والمتنازع عليها بين الدولتين قبالة الساحل المغربي. تم الإفراج عن الجنود فيما بعد لكن بقيت العلاقات الدبلوماسية متوترة بين البلدين حذت بملك المغرب لتغيير مسار السياسة الخارجية مع إسبانيا.[2]
- في يوليو، اشتكى المغرب من افتقار إسبانيا للحياد خلال رئاستها لمجلس الأمن التابع للأمم المتحدة في قضية الصحراء الغربية المتنازع عليها بين المغرب وجبهة البوليساريو المدعومة من الجزائر والتي كانت اسبانيا تحتلها حتى عام 1975 بعد استعادتها من قبل المغرب. في أكتوبر، علقت إسبانيا مبيعات الأسلحة إلى المغرب بسبب أزمة جزيرة تورة.[بحاجة لمصدر]
- في أبريل 2004، زار رئيس الوزراء الاسباني خوسيه لويس ثباتيرو المغرب، وفي يناير 2005، زار الملك خوان كارلوس الأول البلاد أيضا حيث اتسمت العلاقات بالهدوء، حيث دعوا إلى تسوية ملف الصحراء عن طريق التفاوض. غير أن الزيارات إلى سبتة ومليلية من قبل رئيس الوزراء الاسباني في يناير 2006 والملك في نوفمبر 2007 أعقبها توتر واحتجاجات في المغرب. ورغم ذلك استمر التعاون الاقتصادي والأمني بين البلدين بسبب المصالح المشتركة في مكافحة الإرهاب والمخدرات والهجرة غير الشرعية، خاصة الخبرة الأمنية المغربية التي لعبت دورا في التحقيق في تفجيرات مدريد عام 2004 بمساعدة السلطات الإسبانية.[1]
- في أبريل 2021، شهدت العلاقات المغربية الإسبانية توترا جديدا، بعد أن اكتشفت المخابرات المغربية، بعد أربعة أيام فقط، دخولا سريا لزعيم جبهة البوليساريو الانفصالية إبراهيم غالي إلى إسبانيا لتلقي العلاج من فيروس كورونا بجواز سفر مزور. ما جعل المغرب يهدد بورقة إلغاء التعاون الأمني بين المغرب وإسبانيا في مجال مكافحة الهجرة، ما جعل أكثر من 7000 شخص يدخلون إلى مدينة سبتة المحتلة، في ظل غياب شبه تام للحرس الحدودي الإسباني.[بحاجة لمصدر]
- في 30 أبريل 2021، منح المغرب الصحفي والسياسي ورئيس إقليم كاتالونيا كارلس بوتشدمون حق اللجوء بعد صدور مذكرة اعتقال أوروبية في حقه من إسبانيا بسبب تهم تمرد. وفقًا لمصدر من وزارة الخارجية المغربية، فقد تم اتخاذ القرار تبعا «لمبدأ المعاملة بالمثل» بعد أن قبلت اسبانيا استقبال زعيم جبهة البوليساريو الانفصالي إبراهيم غالي بالسفر إلى إسبانيا لتلقي العلاج من فيروس كورونا.[3]
- في يناير 2024، أعلنت وزارة الخارجية الإسبانية على موقعها الرسمي، عبر القسم المخصص للمغرب العربي والشرق الأوسط، دعمها لحل سياسي مقبول من الطرفين في قضية الصحراء، وقامت بحذف نهائي لفقرة سابقة كانت تدعم من خلالها ما كانت تصفه بـ”حق الشعب الصحراوي في تقرير مصيره”.[4][5]
- في يناير 2024، توصل وزير الداخلية المغربي، عبد الوافي لفتيت، ونظيره الإسباني، فيرناندو غراندي مارلاسكا، إلى اتفاق حول ضرورة تقدير الدينامية الإيجابية والالتزام الذي تشهده العلاقات بين المغرب وإسبانيا، بهدف تعزيز نموذج شراكتهما الاستثنائي والنموذجي على مستويات متعددة.[6][7][8]
- في فبراير2024، زار رئيس الحكومة الإسبانية بيدرو سانشيز المغرب، في مستهل زيارة عمل وصداقة، وكان في استقبال سانشيز، الذي يرافقه وزير الخارجية الإسباني خوسي مانويل الباريس، رئيس الحكومة المغربية عزيز أخنوش.[9][10][11]
- في 21 فبراير 2024، حل رئيس الحكومة الإسبانية بيدرو سانشيز (سياسي) المغرب في زيارة عمل، استقبله ملك المغرب محمد السادس بن الحسن بالقصر الملكي؛ حيث تباحث الجانبان سبل تعزيز التعاون وتطوير الشراكة في جميع المجالات، في خطوة تؤكد حسن الجوار وعمق العلاقات التي تربط البلدين. وتكريسا لمبدأ الثقة والاحترام المتبادل الذي تكنه مملكة إسبانيا للمغرب، جدد الريس الاسباني موقف بلاده الوارد في البيان المشترك لأبريل 2022، الذي يعتبر المبادرة المغربية الحكم الذاتي بمثابة الأساس الأكثر جدية وواقعية ومصداقية من أجل تسوية الخلاف.[12][13][14][15][16][17]

- في 22 مارس 2024، "رفضت الحكومة الإسبانية، مقترح المدعية العامة للاتحاد الأوروبي، تمارا كابيتا، بشأن إلغاء اتفاقية الصيد البحري بين الرباط وبروكسيل. وجددت التأكيد عل تشبثها واقتناعها بقانونية الاتفاق وعدم تعارضه مع الأعراف الدولية. وجاء ذلك عقب دعم المدعية العامة للاتحاد الأوروبي، تمارا كابيتا، في 21 مارس 2024، قرار المحكمة إلغاء اتفاقية الصيد البحري بين الاتحاد والمملكة المغربية، واقتراحها أن يتم رفض طعون المجلس الأوروبي والمفوضية الأوروبية.جاء ذلك في وقت دعا المغرب، عبر الناطق الرسمي باسم الحكومة، الاتحاد الأوروبي، إلى العمل على صون شراكاته التي تجمعه مع المملكة المغربية، وحمايتها من “الاستفزازات والمناورات السياسية”.وأعرب وزير الفلاحة والصيد البحري والأغذية الإسباني، لويس بلاناس، في مؤتمر صحفي عقب اجتماعه مع المسؤولين في قطاع الصيد، أن الحكومة الإسبانية تؤكد مجددا على اقتناعها بأن اتفاق الصيد البحري بين الاتحاد الأوروبي والمغرب “قانوني تماما” ويتوافق “مع القانون المجتمعي والدولي”.[18] [19] [20]
- تستعد الحكومة الإسبانية لنقل إدارة المجال الجوي للصحراء إلى المغرب بعدما كانت لعقود تديره من قبل الشركة العامة التابعة لوزارة النقل الإسبانية، انطلاقا من مركز المراقبة الجوية في جزر الكناري. استكمالا للإعلان المشترك الصادر بتاريخ 7 أبريل 2022 بعد لقاء رئيس الحكومة بيدرو سانشيز والملك محمد السادس بالرباط، الذي اشار إلى بداية "محادثات حول تدبير المجال الجوي".[21][22] وترتبط الخطوة بالتطورات الإيجابية التي صبغت العلاقات الثنائية بين إسبانيا والمغرب وجاءت تعزيزا لشراكاتهما على جميع الأصعدة، وتثبيتا لسيادة المملكة على الصحراء المغربية. وتزامنا مع الزيارة التي قام بها رئيس الحكومة الإسباني بيدرو سانشيز إلى الرباط والاستقبال الذي خصه به العاهل المغربي الملك محمد السادس، والذي جدد فيه التأكيد على موقف إسبانيا الداعم والمؤيد للحكم الذاتي، ذكرت صحيفة “الكونفدينسيال ديخيتال” أن الحكومة تتجه إلى تسليم إدارة المجال الجوي لإقليم الصحراء إلى المملكة المغربية.[23]

- في 08 ماي 2024، شارك عبد اللطيف حموشي، المدير العام لمديرية الأمن الوطني ومديرية مراقبة التراب الوطني، في احتفالات الذكرى 200 لتأسيس الشرطة الإسبانية، بحضور الملك فيلبي السادس وولية عهده وعدد كبير من رؤساء الكوادر الأمنية المشاركين من أكثر من 35 دولة، وحضر هذه الاحتفالات من الجانب الاسباني رئيس الحكومة بيدرو سانشيز؛ وزير الداخلية فرناندو غراندي مارلاسكا؛ والمدير العام للشرطة فرانسيسكو باردو.[24]

في شهر غشت سنة 2025، أقدمت الحكومة الإسبانية، على خطوة غير مسبوقة تمثلت في المصادقة داخل مجلس الوزراء على مشروع قانون جديد للمعلومات السرية، يهدف إلى استبدال قانون الأسرار الرسمية الموروث عن نظام فرانكو، الذي وُضع سنة 1968.

## موقف إسبانيا حول قضية بيغاسوس
أعدت وكالة مكافحة التجسس التابعة لرئاسة الحكومة الإسبانية في يوم 21 مارس 2024، تقريرا أكدت فيه بأن المملكة المغربية بريئة فيما يخص تدخل المغرب في الشؤون الداخلية، وقيامه بالتجسس واختراق هواتف رئيس الوزراء الإسباني بيدرو سانشيز، وباقي وزراء الحكومة الإسبانية؛ كما سبق وأن صرح اليمين.
ويؤكد هذا التقرير الصادر عن الوكالة الإسبانية لمكافحة التجسس، الشهادة التي قدمها كبار المسؤولين الإسبان أمام لجنة البرلمان الأوروبي، التي كانت تحقق في استخدام برامج التجسس بيغاسوس في نونبر 2022، والتي أكدت عدم ضلوع المغرب في هذا الاختراق المزعوم.
- في 21 مارس 2024، "أكدت وزارة الأمن القومي الإسباني (DSN)، براءة المغرب من اتهامات التجسس على إسبانيا ومسؤوليها باستخدام برنامج “بيغاسوس”، مقابل تورط روسيا والصين في المشاركة بـ”أعمال عدائية” على الأراضي الإيبيرية.وألجمت الوزارة الإسبانية، في تقرير حديث أتاحت للعموم نسخة منه، أفواه المعارضين من اليمين واليمين المتطرف، الذين يواصلون اتهام المغرب بالوقوف وراء التجسس على هواتف رئيس الحكومة، بيدرو سانشيز (سياسي)، ووزيري الدفاع، مارغريتا روبلس، والداخلية، فرناندو غراندي مارلاسكا.ويعزو الحزب الشعبي وحزب فوكس دعم سانشيز لخطة الحكم الذاتي المغربية للصحراء إلى مزاعم اختراق المغرب لهاتفه في عام 2021، وهو الادعاء الذي كرره عضو مجلس الشيوخ عن الحزب الشعبي في 19 مارس 2024 ، في جدال له مع وزير الخارجية خوسيه مانويل ألباريس.وسبق لأجهزة الاستخبارات الإسبانية أن استبعدت في يونيو 2022 أن يكون المغرب هو المتسبب في اختراق هواتف أعضاء السلطة التنفيذية الثلاثة، كما أن كبار المسؤولين الإسبان أدلوا بشهادة أمام لجنة البرلمان الأوروبي التي تحقق في استخدام برامج التجسس “بيغاسوس” في نونبر 2022. و بهذا فإن المغرب تمكن من تفنيد مزاعم خصومه"[35] [36] [37] [38]

## التنظيم المشترك لكأس العالم 2030
بعد 5 محاولات، نجحت المملكة المغربية في الظفر بحق استضافة كأس العالم بعد إعلان الاتحاد الدولي لكرة القدم نجاح الملف الثلاثي المشترك مع إسبانيا والبرتغال لتنظيم كأس العالم لكرة القدم 2030. والذي يتطلب تنسيقا مشتركا على أعلى مستوى في جميع المجالات والاتفاق على استئناف الورش العملاق مشروع الربط القاري بين المغرب وإسبانيا.

## في التعاون الأمني الاستخباراتي
يعتبر التعاون المغربي-الإسباني نموذجا ناجحا ومثالا يقتدى به على مستوى التعاون بين بلدان الشمال وبلدان الجنوب. ويمثل هذا التعاون في حد ذاته ترجمة للالتزام القوي والمسؤول بين البلدين فيما يخص الأمن البلدين، ويتمثل ذالك في إشادة الحرس الإسباني بالمساعدة التي تقدمها السلطات المغربية لتفكيك الخلايا الإرهابية، آخرها يوم الجمعة 05 يوليوز 2024 حيت تم تفكيك خلية إرهابية تضم تسعة شبان متورطين في نشر محتويات إلكترونية باستخدام الذكاء الاصطناعي، تحرّض على ارتكاب أعمال عنف في إطار التعاون الأمني الوثيق بين المغرب وإسبانيا، وقد نشر الموقع الرسمي لوزارة الخارجية الإسبانية MAECgob صورًا تبرز دور التجربة الأمنية المغربية المتمثلة في تعاون المديرية العامة لمراقبة التراب الوطني DGST مع الحرس المدني الإسباني GuardiaCivil. هذا التعاون أثمر عن تفكيك خلية إرهابية كانت تنشط في عدة مواقع بإسبانيا.  